# 前280年
| 千纪： | 前1千纪 |
| 世纪： | 前4世纪 \| 前3世纪 \| 前2世纪 |
| 年代： | 前310年代 \| 前300年代 \| 前290年代 \| 前280年代 \| 前270年代 \| 前260年代 \| 前250年代                                                         |
| 年份： | 前285年 \| 前284年 \| 前283年 \| 前282年 \| 前281年 \| 前280年 \| 前279年 \| 前278年 \| 前277年 \| 前276年 \| 前275年                           |
| 纪年： | 周赧王三十五年 魯後文公二十三年 齊襄王四年 趙惠文王十九年 魏昭王十六年 韓釐王十六年 秦昭襄王二十七年 楚頃襄王十九年 衛懷君十三年 燕昭王三十四年 |

## 大事记
- 古罗马和古希腊交战，罗马大败。
- 秦白起敗趙軍，斬首3萬，取代、光狼城。
- 黔中之戰，秦司馬錯因蜀拔楚黔中，楚獻漢北及上庸之地予秦。
- 秦昭王設置隴西郡與北地郡。

## 出生
- 李斯，法家代表人（出生年度并不肯定，前208年被处死）。